# Dârloaia, Neamț
Dârloaia este un sat în comuna Bârgăuani din județul Neamț, Moldova, România.